# Vittoria Apuana
Vittoria Apuana è una frazione del comune italiano di Forte dei Marmi, nella provincia di Lucca, in Toscana.
Il centro balneare occupa la parte settentrionale del comune, confinante con la provincia di Massa-Carrara. La località, nonostante il toponimo, si sviluppa ai limiti settentrionali della costa versiliese, il cui confine geografico con la costa apuana è la foce del fiume Versilia.
Zona verdeggiante e tranquilla, è costellata di ville immerse in giardini e pinete.
Molto frequentata in estate come luogo di villeggiatura, Vittoria Apuana è stata scelta anche come luogo di vacanza da molti artisti e personaggi famosi nel corso degli anni.

## Storia
Il suo piccolo centro è nato alla fine del 1800 quando nei territori incolti del luogo fu aperta una fabbrica di materiali esplosivi per usi civili destinati alle vicine cave di marmo.
Dopo diverse traversie e incidenti, lo stabilimento fu acquistato dalla SIPE. Dopo l'inizio della prima guerra mondiale fu convertita alla produzione di munizioni belliche giungendo a dare lavoro a 3 500 operai ed acquistò molte aree circostanti, oltre a costruire alcune abitazioni per i dipendenti. Fu realizzato anche un pontile per il trasporto via mare ed un piccolo cantiere navale. La SIPE, a guerra finita, decise di lottizzare 600000 m² che pervenne alla società Soc. anonima Cooperativa Vittoria Apuana, con sede a Roma.
Oggi ha una popolazione di circa 2 600 abitanti.

## Monumenti e luoghi d'interesse
- Chiesa di San Francesco d'Assisi
- Villa Bertelli